# Bạo loạn vũ khí hàng loạt năm 2023 ở Hàn Quốc
Bạo loạn vũ khí hàng loạt ở Hàn Quốc năm 2023 là hiện tượng các tội phạm bạo lực tương tự và thông báo tội phạm (đe dọa) lần lượt xảy ra, bao gồm bạo loạn vũ khí ở ga Seohyeon trước và sau cuộc bạo loạn bằng vũ khí tại ga Sillim vào tháng 7 năm 2023. Theo đó, sáng ngày 4/8/2023, Tổng thống Yoon Seok-yeol đã ra lệnh đáp trả cực mạnh và đến chiều cùng ngày, cảnh sát đã tuyên bố hoạt động an ninh đặc biệt.

## Giết người loạn xạ hung khí và âm mưu giết người

### Vụ đâm ở ga Sillim
Vào khoảng 14:00 ngày 21 tháng 7 năm 2023, Josun (khi đó 33 tuổi) đã giết một người đàn ông và làm bị thương ba người khác gần Lối ra số 4 của Ga Sillim, Sillim-dong, Gwanak-gu, Seoul.
Ông Jo tuyên bố: "Tôi phạm tội vì nó quá khó." Anh ta nói rằng lý do tại sao anh ta chọn ga Sillim làm nơi gây án là "Tôi biết đó là một nơi đông đúc vì tôi đã đến đó vài lần trước đây để uống rượu với bạn bè." 
Tiến sĩ Seung Jae-hyeon phân tích rằng Jo, giống như Jeong Yoo-jeong, đã "tích lũy sự oán giận cá nhân đối với đồng nghiệp của mình."

#### Điều tra và ra lệnh bắt
Vào ngày 22 tháng 7, Sở cảnh sát Seoul Gwanak đã tiến hành khám xét và thu giữ hai khu dân cư lớn ở Hàn Quốc, bao gồm Incheon và Geumcheon-gu, Seoul. Ngoài ra, đã xin lệnh bắt giữ nghi phạm Josun với tội danh giết người và cố ý giết người, đồng thời cho biết sau khi bị bắt, động cơ và quá trình phạm tội, chẳng hạn như xét nghiệm chẩn đoán thái nhân cách (PCL-R), sẽ được điều tra chi tiết. Cảnh sát cho biết, có vẻ như nghi phạm Josun có ý định giết người, xét đến việc hắn ta cầm vũ khí nhắm vào mặt và cổ nạn nhân. Vào ngày 23 tháng 7, Thẩm phán So Joon-seop của Tòa án quận trung tâm Seoul đã tiến hành kiểm tra nội dung lệnh bắt giữ nghi phạm Josun và ban hành lệnh bắt giữ, nói rằng: "Có lo ngại rằng anh ta có thể bỏ trốn." Ngoài ra, Cơ quan cảnh sát thủ đô Seoul cho biết họ đang xem xét liệu có nên tổ chức một ủy ban đánh giá tiết lộ thông tin cá nhân về Joseon hay không và việc có tiết lộ hay không sẽ được quyết định vào ngày 26 tháng 7.

### Vụ tấn công bằng dao tại AK Plaza Bundang
Vụ tấn công bằng dao tại AK Plaza Bundang là vụ việc một người đàn ông tự đâm bừa bãi sau khi lái xe đâm vào một chiếc ô tô tại AK Plaza Bundang ở ga Seohyeon, Bundang-gu, Seongnam-si, Gyeonggi-do, Hàn Quốc vào ngày 3 tháng 8 năm 2023. Một người thiệt mạng và 13 người bị thương.

#### Nghi phạm
Thủ phạm được xác định là anh Choi Won-jong, 22 tuổi, là một người thanh niên làm công việc giao hàng. Anh ta bị bắt 30 phút sau vụ việc, và anh ta đang trốn trong một cửa hàng quần áo trên tầng hai của một cửa hàng bách hóa. Anh ta phàn nàn về chứng hoang tưởng, và động cơ phạm tội là "một nhóm tượng Phật đã cố giết tôi" và "Tôi muốn công khai tình hình bất công". Cảnh sát có kế hoạch kiểm tra tiền sử bệnh tâm thần như tâm thần phân liệt và sử dụng ma túy. Sau đó, một cuộc kiểm tra ma túy đơn giản cho kết quả âm tính và người ta xác nhận rằng anh ta không phạm tội trong lúc say.
Theo đoạn phim CCTV ở AK Plaza và các nhân chứng của người dân, nghi phạm gầy gò, mặc áo gió màu đen, đội mũ và đeo kính râm che mặt, đi bộ mang theo vũ khí. Họ nói: "Họ la hét và chạy xung quanh, vung vũ khí" và "Có vẻ như họ đang hào hứng đi lại khi có người nhìn thấy họ".
Hóa ra anh ta được chẩn đoán mắc chứng rối loạn nhân cách phân liệt, nhưng đây chỉ là lời khai của hung thủ và gia đình, không phải là xác nhận đơn thuốc hay bệnh án của bác sĩ.

#### Phản ứng
Khoảng 19:20, Ủy viên cảnh sát Yoon Hee-geun đã triệu tập một cuộc họp gồm những người đứng đầu các văn phòng cấp tỉnh và cấp tỉnh liên quan đến Ga Seohyeon và cho biết, "Cuộc bạo động vũ khí ở Ga Seohyeon thực chất là một hành động khủng bố và cần được xử lý nghiêm túc." Ngoài ra, ra lệnh khẩn cấp tăng cường tuần tra tại các khu vực đông dân cư trên cả nước.
Vào ngày 4 tháng 8, Tổng thống Yoon Seok-yeol đã ra lệnh phản ứng cực mạnh bằng cách huy động toàn bộ lực lượng cảnh sát, nói rằng cuộc bạo loạn vũ khí ở ga Seohyeon là khủng bố.

### Giáo viên trường trung học Daejeon bị đâm
Vào ngày 4 tháng 8 năm 2023, vào khoảng 10:04 sáng, một kẻ lạ mặt đã đột nhập vào trường trung học Daejeon Songchon ở Daedeok-gu, Daejeon, đâm giáo viên rồi bỏ trốn. Nghi phạm đợi cô giáo của nạn nhân (49 tuổi) tan học, khi nạn nhân đi vệ sinh thì hắn đi theo và dùng hung khí đâm nạn nhân rồi bỏ trốn.
Vào khoảng 12:20 chiều ngày 4 tháng 8 năm 2023, Sở cảnh sát Daedeok đã bắt giữ nghi phạm trên đường phố ở Taepyeong-dong, Jung-gu, Daejeon.
Cảnh sát cho rằng nghi phạm khác với tội phạm 'không hỏi' như trường hợp của ga Sillim hay ga Seohyeon, khi được tiết lộ rằng nghi phạm có 'mối quan hệ linh mục' với nạn nhân. Theo cảnh sát, mẹ của nghi phạm được biết trong quá trình điều tra của cảnh sát đã khai rằng "Ông A luôn có biểu hiện hoang tưởng".

## Âm mưu không thành

### Sự cố bến xe buýt tốc hành Seoul
Vào ngày 4 tháng 8 năm 2023, một vụ dùng dao đã được thực hiện tại Bến xe buýt tốc hành Seoul ở Banpo-dong, Seocho-gu, Seoul, nhưng đã bị nhân viên an ninh và cảnh sát chế ngự. Sau khi cảnh sát kiểm tra điện thoại di động của nghi phạm, xác nhận rằng anh ta đã viết một bài đăng trên SNS dưới dạng 'Tôi sẽ giết cảnh sát' vào sáng sớm trước khi gây án.

### Sự cố ga Dongdaegu
Vào ngày 7 tháng 8 năm 2023, vào khoảng 3:50 chiều, trong khi cầm vũ khí, 'Tôi sẽ đâm chết một người ở ga Dongdaegu'. Một người đàn ông ở độ tuổi 30 đã viết vào một cuốn sổ và đưa nó ra xung quanh đã bị bắt vì tội đe dọa đặc biệt. Về động cơ phạm tội của nghi phạm, anh ta nói rằng anh ta "đã cố giết một ai đó (người không xác định)" và rằng "ai đó đã thao túng anh ta để phạm tội giết người", và người ta phát hiện ra rằng anh ta đã được điều trị tâm thần. Vào ngày 11 tháng 8, 1 nhân viên xã hội và 2 cảnh sát đường sắt hỗ trợ bắt giữ nghi phạm đã nhận trát hầu tòa.

## Đăng tải thông báo về tội ác
Vào ngày 24 tháng 7 năm 2023, sau khi một thông báo giết người được đăng trên bảng tin cộng đồng với nội dung: 'Tôi sẽ giết một công dân vô tội', các bài đăng trực tuyến tuyên bố rằng tôi sẽ phạm một tội ác ghê tởm lần lượt được đăng.
Tác giả của một thông báo cho biết anh ta sẽ giết 20 phụ nữ xung quanh Sillim-dong đã bị bắt và một thông báo khác báo trước một vụ giết người khác đã được đăng, vì vậy cảnh sát đang điều tra tác giả của bài báo và đang tuần tra xung quanh Sillim-dong.
Vào ngày 4 tháng 8 năm 2023, một bài báo cảnh báo về một vụ giết người đã được tìm thấy tại Ga Ori trong khoảng thời gian từ 6:00 chiều đến 10:00 tối và cảnh sát đang điều tra.
Vào ngày 5 tháng 8 năm 2023, một thông báo được đăng nói rằng sự kiện Comic World Seoul được tổ chức tại KINTEX cũng sẽ bị hủy và cảnh sát sẽ đóng quân ở đó.
Tính đến ngày 7 tháng 8, 187 thông báo giết người đã được kiểm tra, 59 người đã bị bắt và 3 người trong số họ đã bị bắt. Trong số những người bị bắt, 34, tương đương 57,6%, được phát hiện là thanh thiếu niên.
Đến ngày 11 tháng 8 năm 2023, Cơ quan Cảnh sát Quốc gia đã bắt giữ 115 vụ án và 119 người trong tổng số 315 trường hợp đăng tải thông báo về tội ác ghê tởm trên mạng.
Tổng cộng có 11 người đã bị bắt, và họ như sau.
Vào ngày 2 tháng 8 năm 2023, Đơn vị Điều tra Mạng của Cơ quan Cảnh sát Thủ đô Seoul đã bắt giữ và gửi Áp phích thông báo giết người ở ga Sillim (26 tuổi, nam), người đã đăng “Tôi sẽ giết 20 phụ nữ Hàn Quốc tại ga Sillim vào thứ Tư” trong D○ ○○○○ để đe dọa.
Vào ngày 2 tháng 8 năm 2023, Đội hình sự của Sở cảnh sát Yeongcheon, Cơ quan cảnh sát tỉnh Gyeongsangbuk-do, cho biết trong D○○○, “Tôi sẽ giết người phụ nữ. Tôi sống ở Yeongcheon.”
Vào ngày 7 tháng 8 năm 2023, Đội điều tra tổng hợp của Sở cảnh sát thành phố Seoul Hyehwa đã thông báo “8. 5. Một người đàn ông 31 tuổi đã đăng thông báo giết người tại ga Hyehwa, người đã đăng "Dao ở ga Hyehwa từ 3 đến 12 giờ chiều." đã bị bắt vì đe dọa và vi phạm Đạo luật kiểm soát nhập cư.
Vào ngày 6 tháng 8 năm 2023, Đội hình sự của Sở cảnh sát Seocho thuộc Cơ quan cảnh sát thủ đô Seoul cho biết: “Tôi sẽ lấy một con dao làm bếp và giết bạn. Mục tiêu Hạng 1 Cảnh sát Hạng 2 Áo hoodie đen. Các cảnh sát, hãy tự lo cho mình. Một nam thanh niên 19 tuổi đăng thông báo giết cảnh sát, đăng 5 bài đăng, v.v., đã bị bắt vì tội đe dọa đặc biệt và chuẩn bị giết người.
Vào ngày 7 tháng 8 năm 2023, Đội điều tra tội phạm mạng của Cơ quan cảnh sát thành phố Incheon đã đăng một thông báo về vụ giết người trên đường Bupyeong Rodeo (40 tuổi, nam), người này đã đăng “Tôi sẽ chỉ giết 10 phụ nữ vào lúc 22:00 tối nay tại đường Bupyeong Rodeo. ” đã bị bắt vì tội đe dọa.
Vào ngày 8 tháng 8 năm 2023, Đơn vị Điều tra Mạng của Cơ quan Cảnh sát Nam tỉnh Gyeonggi đã đe dọa và chiếm quyền điều khiển người đăng thông báo giết người ở công viên giải trí (19 tuổi, nam), người đã đăng "Tôi sẽ đâm một thành viên trong gia đình tại một khu vui chơi giải trí đỗ xe sớm." Anh ta bị bắt vì tội cản trở công lý.
Vào ngày 8 tháng 8 năm 2023, đội điều tra mạng của Cơ quan cảnh sát thủ đô Seoul đã đe dọa và chiếm quyền điều khiển người đăng thông báo giết người tại ga Sillim (30 tuổi, nam), người đã đăng “Đang cầm dao trước lối ra 2 của ga Sillim ” ở D○○○. Anh ta bị bắt vì tội cản trở công lý.
Vào ngày 9 tháng 8 năm 2023, Đơn vị Điều tra Mạng của Cơ quan Cảnh sát Nam tỉnh Gyeonggi đã bắt giữ người đăng thông báo giết người ở ga Seohyeon (32 tuổi, nữ), người đã đăng "Tôi sẽ đâm 20 người vào thứ Sáu lúc Seohyeon Station" ở D○○○ vì chuẩn bị giết người và đe dọa.
Vào ngày 10 tháng 8 năm 2023, Đơn vị Điều tra Mạng của Cơ quan Cảnh sát tỉnh Gangwon-do đe dọa đặc biệt và thực thi nhiệm vụ theo thứ bậc đối với người đăng thông báo giết người Chuncheon (25 tuổi, nam), người đã đăng "Tôi sẽ đâm dao lúc 7 giờ: 30 ở Chuncheon" trong D○○○. bị bắt vì cản trở.
Vào ngày 10 tháng 8 năm 2023, Đội điều tra tội phạm mạng thuộc Phòng điều tra Sở cảnh sát Osan, Cơ quan cảnh sát tỉnh phía nam Gyeonggi, đã đánh dấu vào ○○○ “Không có thông báo về vụ đấu dao Yongsan sao? Người đăng thông báo về vụ giết người ở Yongsan (21 tuổi, nam), người đăng “Hãy chờ xem” đã bị bắt vì tội đe dọa.
Vào ngày 10 tháng 8 năm 2023, Đội mạng của Phòng điều tra Sở cảnh sát Hanam, Cơ quan cảnh sát tỉnh phía nam Gyeonggi, đã tìm thấy một áp phích thông báo giết người của công ty giải trí nổi tiếng (28 tuổi, nam) đăng “Tôi sẽ chỉ chọn Khu rừng Seoul”. Trạm ○○ nhân viên và giết 9 người ”ở D○○○. Anh ta bị bắt với tội danh đe dọa và cản trở công lý.

## Báo cáo và bắt giữ nhầm người
Vào ngày 4 tháng 8, 'hai người đàn ông bị bắt' đang gây bạo loạn lần lượt ở Ga Yeokgok và Ga Đại học Konkuk ở Seoul, nhưng họ không mang theo vũ khí, vì vậy nó được xác nhận là báo cáo sai sự thật. Vào ngày 5 tháng 8, một nam học sinh trung học tập thể dục ở Uijeongbu-si, Gyeonggi-do đã bị nhầm là nghi phạm và bị thương trong quá trình thẩm vấn bởi một thám tử mặc thường phục.

## Tin giả
Vào ngày 4 tháng 8, tin giả đã lan truyền rằng 'đụng dao' đã xảy ra ở Pocheon và Daegu. Cảnh sát đang 'bắt giữ và điều tra' một người đàn ông ở độ tuổi 20 (A) đã lan truyền thông tin liên quan đến Pocheon (tin giả). Người ta đã điều tra được rằng A đã viết và chia sẻ tin giả như một trò đùa khi nói chuyện với B, một người bạn trong quân đội, thông qua SNS (dịch vụ mạng xã hội). B, người tin rằng điều này là có thật, đã 'phân phối nó cho các phòng (trò chuyện) mở khác, và sau đó nó được xác nhận rằng nó lan truyền nhanh chóng khắp cộng đồng trực tuyến.